# Protesterna i Algeriet 2011
Protesterna i Algeriet 2011 var en i raden av folkliga demonstrationer i arabvärlden 2011. Orsaker som uppgavs av de protesterande i Algeriet var hög arbetslöshet, bostadsbrist, inflation på matpriser, korruption, restriktioner på yttrandefriheten och dålig levnadsstandard. Även om lokala protester redan hade pågått under flera år, utbröt i början av januari 2011 en våg av samtidiga protester och kravaller över hela landet, orsakade av plötsliga prisökningar på stapelvaror. 
Oroligheterna kvästes av regeringen genom att regeringen sänkte matpriserna, men efterföljdes av en våg av självbränningar, de flesta framför regeringsbyggnader. Oppositionspartier, unioner och människorättsorganisationer började då hålla veckovisa demonstrationer, trots att de var illegala utan regeringens tillstånd under det pågående undantagstillståndet. Regeringen upphävde dessa demonstrationer så långt som möjligt, medan de lovade att undantagstillståndet snart skulle sluta. Under tiden fortsatte protester av arbetslösa ungdomar, som vanligtvis uppgav anledningar som arbetslöshet, förtryck och infrastrukturproblem, nästan dagligen i städer över hela landet.

## Bakgrund
Efter 1988 års uppror rörde sig den algeriska regeringen mot demokrati, med fria val. När den islamiska befrielsefronten (FIS) vann de första fria parlamentsvalen 1991 utförde militären en statskupp, ogiltigförklarade valresultaten, förklarade ett katastroftillstånd som var i kraft till 2011, och arresterade ledarna i FIS. Det ledde till bildandet av Armed Islamic Group (GIA) och det tioåriga algeriska inbördeskriget, där 150 000 personer beräknas ha dött.
Med det obestridda presidentvalet 1999 där Abdelaziz Bouteflika blev president återinfördes den civila regeringen formellt. Våldsamheter dog ut då både gerillor och soldater fick straffrihet för sina tidigare handlingar under den kontroversiella Charter for Peace and National Reconciliation. Mot slutet av sitt andra mandat ändrade Bouteflika konstitutionen till att låta honom fortsätta ett tredje mandat 2009. Till ingens förvåning vann han det följande valet 2009, som enligt till oppositionen och USA:s ambassad, hade väldigt litet röstantal. 70 procent av Algeriets befolkning är under 30 år. Ständigt höga nivåer av ungdomsarbetslöshet, tillsammans med korruption och utbredd fattigdom, ses som anledningar till missnöjet. Ledaren av Agraw i Yidles d Tugdut, Demonstration för kultur och demokrati, Saïd Sadi, påstod, att under 2010 pågick "9 700 uppror och oroligheter" i Algeriet. Vissa protester rörde problem som utbildning och sjukvård, såväl som utbredd korruption.
I februari 2008, innan protesterna bröt ut, kallade USA:s ambassadör i Algeriet Robert Stephen Ford, i läckta dokument från Wikileaks, Algeriet för "ett olyckligt land", och konstaterade att "det pågår mycket diskussion bland politiska cirklar om landets konstitution, det tredje mandatet och successionsproblemet, men väldigt lite diskussion om hur man adresserar långvarig politisk alienation och socialt missnöje över hela landet". Han påstod att strejker uppstått över mat, bland olika arbetsgrupper, nästan varje vecka, och att nästan dagligen "skedde isolerade demonstrationer där kommunhuset i någon stad långt borta ibland attackerades." Ford påstod att "röstesultatet för valet 207 och lokala valen var läge än någonsin tidigare, eftersom Algeriets unga människor inte tycker att det politiska systemet ha någon relevans för att adressera deras problem." USA:s diplomater hävdade också att Algeriets regim var mer korrupt än vad den internationella gemenskapen insåg, men också bräckligare. Diplomatläckan påstod också att Bouteflika kunde ha cancer.

## Händelseförlopp
I början av januari 2011 bröt kravaller och demonstrationer ut i de flesta större städer i Algeriet, i protest mot arbetslöshet och höjda priser på basvaror som matolja, socker och mjöl. Den 11 januari slogs en demonstration i Alger brutalt ned av polisen. Tre demonstranter dödades, över 800 skadades och minst 1100 häktades, många av dem minderåriga.
Från den 12 januari och framåt genomfördes en rad självantändningar av desperata människor, ofta framför offentliga byggnader, efter förebild från den tunisiska jasminrevolutionen. En rad motståndsgrupper mot president Abdelaziz Bouteflika organiserade sig i paraplyorganisationen Coordination Nationale pour le Changement et la Démocratie (CNCD), som planerade att trotsa myndigheternas förbud och genomföra en demonstration i Alger lördag den 12 februari.